# Kujawier

Historisches Wappen Kujawiens

Die Kujawier (polnisch Kujawiacy, in der örtlichen Mundart: Kujawiocy, Kujawusy) sind eine polnische Volksgruppe, die hauptsächlich in Kujawien, östlich von Krajna, leben. Diese Bevölkerung spricht den kujawischen Dialekt innerhalb der großpolnischen Dialektgruppe. Ein bekanntes Wort, welches sich im kujawischen Dialekt vom Polnischen unterscheidet, ist das Wort He (Polnisch: Tak, zu deutsch: Ja).
Der polnische Soziologe und Ethnograph Jan Stanisław Bystroń (1892–1964) beschrieb die Kujawier als alte ethnographische Gruppe, die eng mit den großpolnischen Volksgruppen verwandt ist, aber bereits viele Gemeinsamkeiten mit der pommerschen Volksgruppe aufweist. Er stellte dar, dass beide dieser Volksgruppen die Kultur Kujawiens beeinflussten.

## Ethnisches Bewusstsein
Die Kujawier sind keine homogene ethnische Gruppe, was sowohl auf physiographische Faktoren als auch auf die Teilung Kujawiens während der Landnahme durch Preußen und Russland sowie auf wechselnde administrative und kirchliche Aufteilungen und Verbindungen mit den Nachbarregionen zurückzuführen ist. Dennoch war und ist Kujawien überwiegend von einer kompakten ethnischen Gruppe einheimischer Kujawier besiedelt, die trotz der Assimilierung mit Hauländern und Siedlern deutscher Nationalität in ihrer Gesamtkultur einen völlig autochthonen Inhalt bewahrt haben. Eine Ausnahme bildet das nördliche Kujawien, das Gebiet zwischen Solec Kujawski im Süden und Koronowo im Norden, wo die deutsche Besiedlung so intensiv war, dass sie zum Verschwinden der kujawischen ethnischen Identität in diesem Gebiet führte.
Unter den Kujawiern gibt es eine Untergruppe, die sich auf die Waldbesiedlung spezialisiert hat, die sogenannten Kujawischen Borowiaks.

## Ethnographische Region
Die nordöstliche Grenze Kujawiens wird von der Weichsel gebildet wird, die westliche Grenze verläuft von Solec Kujawski bis Pakość, weiter entlang des Pakoscher Sees bis Wójcin, während die südliche Grenze von Wójcin durch das Gebiet von Sompolno, Babiak, Brdów, Przedecz bis Skoki Duże verläuft. Diese Grenzen basieren auf den Ergebnissen der von dem polnischen Ethnographen Józef Gajek 1938 und Ryszard Kukier 1963 durchgeführten Untersuchungen über die ethnische Selbstbestimmung der Bevölkerung Kujawiens.

## Ethnogenese

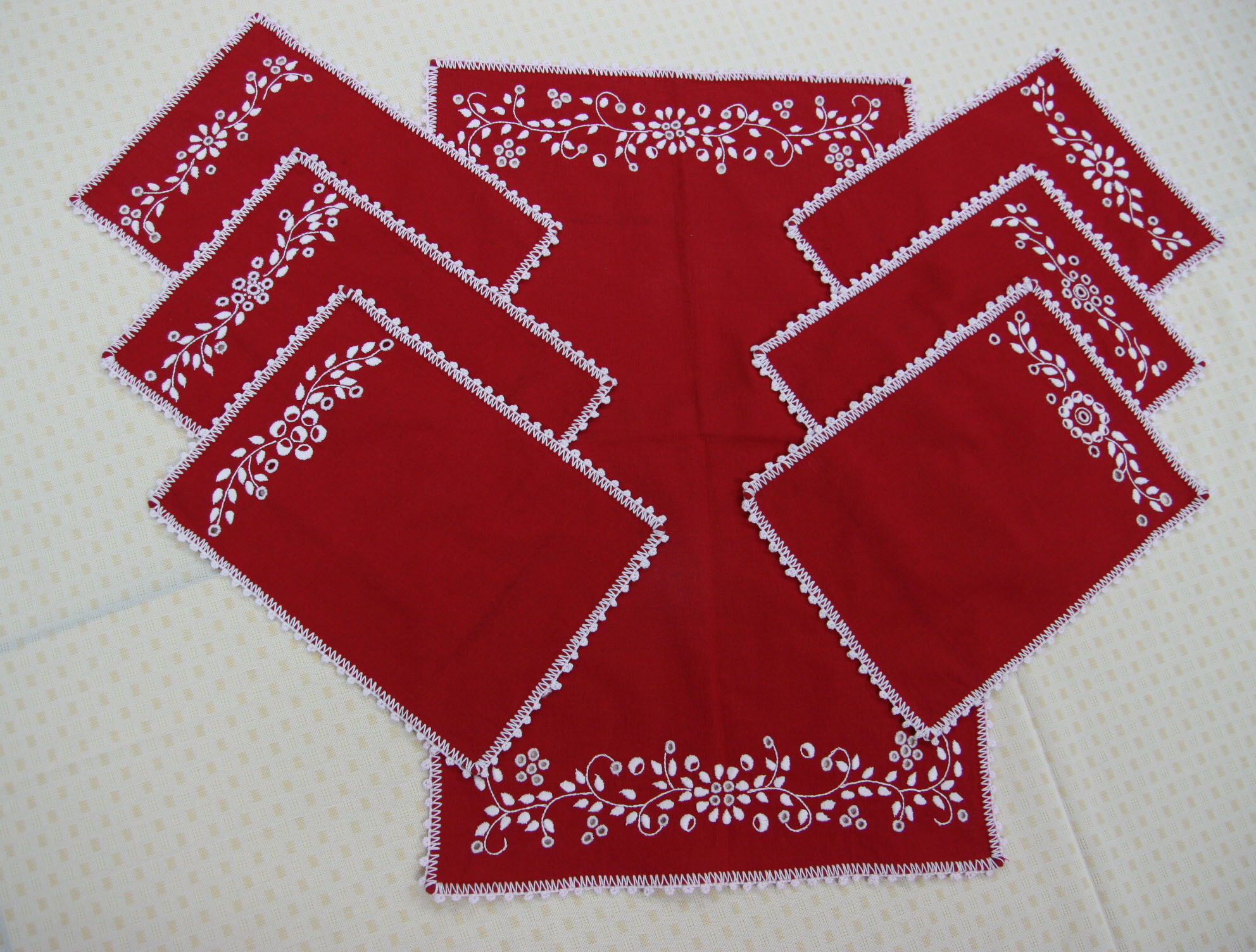
Kujawische Stickerei

Die ersten bekannten Völker, die das Gebiet des heutigen Kujawiens bewohnten, aber keine bleibenden Spuren in der heutigen kujawischen Kultur hinterließen, waren die Lugier – ein Volk germanischer Herkunft, das oft mit den Vandalen oder Wenden, den aus Skandinavien stammenden Goten und möglicherweise den thrakischen Völkern identifiziert wird. Im 5. bis 6. Jahrhundert begannen die slawischen Völker, das Gebiet von Kujawien einzunehmen.
Die Kujawier sind zum Teil entfernte Nachfahren der westslawischen Kujawianen, die manchmal als Goplanen oder masowischen Klobiern identifiziert werden. Ursprünglich soll dieser Stamm nicht nur in Kujawien, sondern auch in einem Teil von Großpolen gelebt haben. Damals ging man davon aus, dass die kujawische Bevölkerung einen masowischen Charakter hat und gleichzeitig der pommerschen Bevölkerung sehr ähnlich ist. Die Situation änderte sich mit der Eroberung der Gebiete der Goplanen und Kujawianen durch die aus dem Süden kommenden Polanen. Die Vorfahren der Polen, die zusammen mit den Mährern die pannonischen Gebiete infolge der Eroberung durch die Awaren verlassen mussten, sich im Laufe der Zeit im Gebiet des heutigen Großpolens niederließen. Bald darauf eroberten die Polen mit Hilfe der großmährischen Armee Kujawien. Von da an erfuhr die kujawische Kultur starke polnische Einflüsse und wurde im Laufe der Zeit der großpolnischen Kultur ähnlicher als der masowischen.
Ein weiteres bedeutendes Ereignis in der Ethnogenese der Kujawier war die Besiedlung der Gebiete entlang der Weichsel und der Netze durch Hauländer und deutschen Siedlern. Der ethnische Hintergrund der Kujawier wurde auch stark von der jüdischen Bevölkerung beeinflusst, die während der Herrschaft von Kasimir III. dem Großen in größerem Umfang auftrat. Ab dem 19. Jahrhundert begannen sich Roma in größerer Zahl in Kujawien niederzulassen. Im Laufe der Zeit assimilierten sich einige dieser ethnischen Gruppen ganz oder teilweise mit den Kujawiern, die verschiedene Merkmale der materiellen und geistigen Kultur von ihnen übernahmen.

## Kujawische Literatur
Die aus Kujawien stammenden Schriftsteller Stanisław Przybyszewski und Jan Kasprowicz bezogen sich in ihren Werken besonders auf das Gebiet der Kujawier.